# Moca niphostoma
Moca niphostoma är en fjärilsart som beskrevs av Edward Meyrick 1922. Moca niphostoma ingår i släktet Moca och familjen Immidae. Inga underarter finns listade i Catalogue of Life.